# Nordenskjøld Channel
Der Nordenskjøld Channel (englisch) ist eine durch das Shackleton-Schelfeis eingenommene Meerenge an der Küste des ostantarktischen Königin-Marie-Lands. Der zwischen 5 und 8 km breite Wasserweg trennt David Island von der festlandgebundenen Melba-Halbinsel.
Teilnehmer der Australasiatischen Antarktisexpedition (1911–1914) unter der Leitung des australischen Polarforschers Douglas Mawson benannten den Kanal in orthographisch inkorrekter Weise. Namensgeber ist Otto Nordenskjöld (1869–1928), Leiter der Schwedischen Antarktisexpedition (1901–1903).